# Hedera hibernica
Hedera hibernica é uma espécie de planta com flor pertencente à família Araliaceae. 
A autoridade científica da espécie é (G.Kirchn.) Bean, tendo sido publicada em Trees and Shrubs Hardy in the British Isles 1: 609. 1914.

## Portugal
Trata-se de uma espécie presente no território português, nomeadamente em Portugal Continental.
Em termos de naturalidade é nativa da região atrás indicada.

## Protecção
Não se encontra protegida por legislação portuguesa ou da Comunidade Europeia.